# Tubulina
La tubulina è una proteina globulare dal peso di circa 55 kDa che costituisce l'unità fondamentale delle strutture del citoscheletro dette microtubuli. Nel citoplasma la tubulina è presente sotto forma di dimero α/β (d'ora in poi semplicemente tubulina). Sia la tubulina α sia la tubulina β sono in grado di riconoscere e legare GTP e, almeno la subunità β, di idrolizzarlo. Quindi la tubulina è presente in due forme: la tubulina GTP e la tubulina GDP. La tubulina, quando lega il GTP presenta un'elevata affinità per altre tubuline, e risulta allora essere polarizzata, dal momento che questa affinità è maggiore nella subunità β.
Nel momento in cui varie tubuline si aggregano (in vitro, sensibili alla concentrazione di GTP presente e a particolari ioni come il Ca2+) hanno luogo 5 distinti fenomeni:
- Nucleazione: processo per il quale varie tubuline si aggregano a formare un protofilamento, unità costitutiva dei microtubuli
- Aggregazione: processo di aggregazione dei protofilamenti in abbondanza di GTP. Ancora non si sa se esso avvenga latero-lateralmente o se i protofilamenti si compattino a spirali.
- Disaggregazione: processo di disaggregazione dei microtubuli in scarsità di GTP.
- Stabilizzazione: processo che avviene nel momento in cui la velocità di liberazione di tubuline dal terminale - del microtubulo (le tubuline presenti nel microtubulo da molto tempo hanno idrolizzato il GTP e perso affinità per le tubuline cui sono legate) eguaglia l'aggiunta di tubuline al terminale + per nucleazione. La lunghezza del microtubulo in questo modo rimane costante e ha luogo il fenomeno del "mulinello", efficace sistema di trasporto per vescicole e, talvolta, mitocondri.
- Instabilità dinamica: fenomeno che avviene nel momento in cui vi è un'elevata concentrazione di GTP. In questo modo il microtubulo manifesta rapidi e alternati momenti di allungamento e accorciamento.

In vivo questi fenomeni sono pressoché gli stessi, sennonché essi sottostanno a precise esigenze biologiche e della comunità cellulare espresse attraverso la funzione e l'intervento delle MAP. Inoltre nelle cellule è presente un centro di nucleazione (cosa che differenzia i microtubuli dai filamenti di actina) genericamente indicato come MTOC, acronimo di MicroTubules Organization Centre, e chiamato in particolare centrosoma.
La tubulina non è esclusiva degli eucarioti: infatti ne è stata trovata traccia anche negli Epixenosomi.